# Église Santa Croce alla Lungara
L'église Santa Croce alla Lungara est une église de Rome, située dans le rione Trastevere, sur la via della Lungara.
Elle est également appelée église Santa Croce delle Scalette en raison de la présence d'une double rampe d'accès de la rue; ou du Bon Pasteur, car au XIXe siècle l'église et le monastère annexe étaient confiés aux Sœurs du Bon Pasteur d'Angers.

## Histoire
L'église a été construite en 1619 avec les subventions du duc de Bavière et du cardinal Antonio Barberini, frère du pape Urbain VIII ; le monastère date plutôt de 1615, fondé par le carmélite Domenico di Gesù e Maria « pour retirer les femmes de la vie malhonnête du péché » (Armellini).
Le monastère voisin, agrandi au XIXe siècle par Virginio Vespignani, a toujours conservé sa fonction de maison de rédemption, de réhabilitation ou de récupération; en 1950, une fois que les religieuses ont quitté l'institution, la maison est devenue une prison individuelle pour femmes coupables de délits mineurs. Cet objectif a cessé en 1979 et le monastère abrite aujourd'hui le siège de la Maison internationale des Femmes.

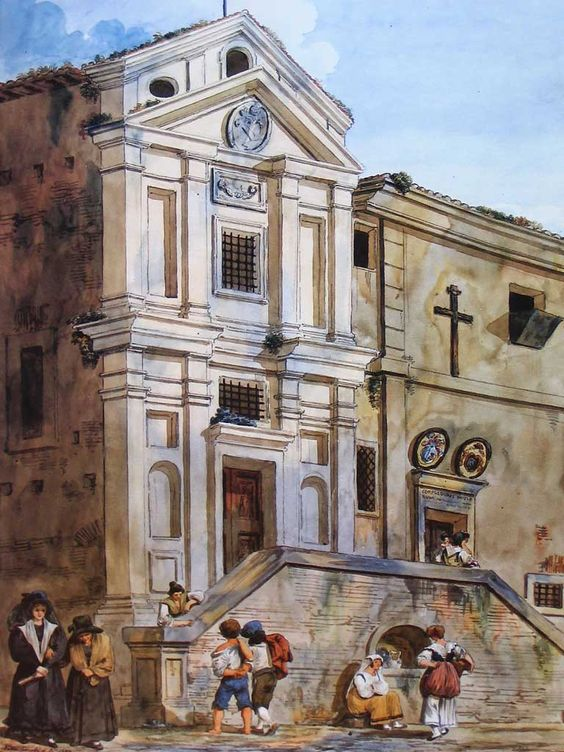
L'église, par Achille Pinelli